# Елейников, Степан Ефимович
Степан Ефимович Елейников (1907—1940) — лейтенант Рабоче-крестьянской Красной Армии, участник Советско-финской войны, Герой Советского Союза (1940).

## Биография
Степан Елейников родился в 1907 году в Минске (ныне — Белоруссия). Получил неполное среднее образование.
В 1930 году Елейников был призван на службу в Рабоче-крестьянскую Красную Армию. Окончил Смоленскую военную пехотную школу. Участвовал в советско-финской войне, будучи помощником по разведке начальника штаба 101-го стрелкового полка 4-й стрелковой дивизии 13-й армии Северо-Западного фронта.
26 января 1940 года Елейников во главе поискового отряда успешно провёл разведку боем в районе Сувантоярви (ныне — Суходольское). В том бою он погиб. Похоронен в братской могиле в посёлке Сосново Приозерского района Ленинградской области.

## Награды
Указом Президиума Верховного Совета СССР от 7 апреля 1940 года за «образцовое выполнение боевых заданий командования на фронте борьбы с финской белогвардейщиной и проявленные при этом отвагу и геройство» лейтенант Степан Елейников посмертно был удостоен высокого звания Героя Советского Союза. Также был посмертно награждён орденом Ленина.